# Kåre Ingebrigtsen
Kåre Ingebrigtsen   (Trondheim, 11 de novembre de 1965) és un exfutbolista noruec de la dècada de 1990.
Fou 23 cops internacional amb la selecció noruega.
Pel que fa a clubs, defensà els colors de Rosenborg BK, Lillestrøm SK, Manchester City F.C., i Strømsgodset IF.

## Referències

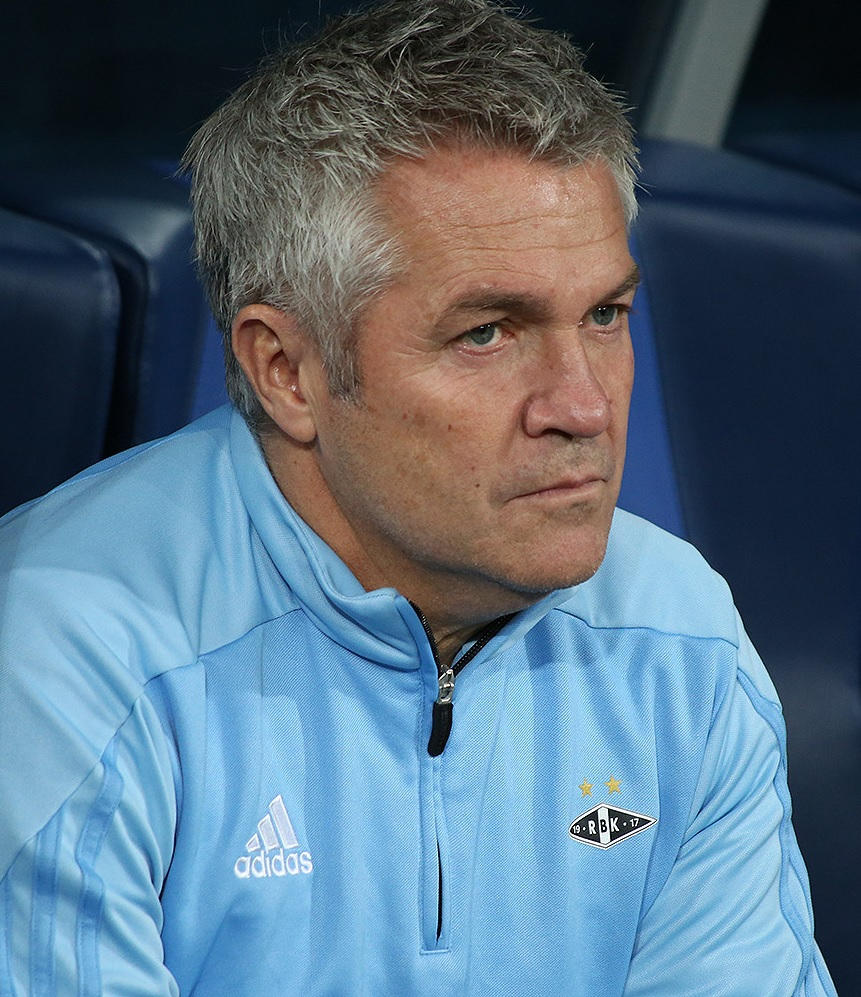
Kåre Ingebrigtsen el 2017.